# José Luis Montesinos
José Luis Montesinos (Tarragona, 1978) es un cineasta español y guionista.

## Biografía
Ingeniero en Imagen y Sonido y graduado en Dirección en Cinematografía, ha trabajado como realizador de Televisió de Catalunya en diferentes programas.
Su cortometraje, El Corredor (2015) ganó los Premios Goya 2016, ha sido premiado como Mejor Corto Europeo en la Semana Internacional de Cine de Valladolid, Premios Cinematográficos José María Forqué 2016 al Mejor Cortometraje del año, nominado a los Premios de la Academia de Cine Europeo (EFA 2015), calificado para los Premios Óscar de la Academia de Hollywood y galardonado en los Premios Gaudí 2015 al mejor corto por la Academia del Cine Catalán. A su vez fue nombrado Mejor Director del año por el Colegio de Directores de Cataluña en el 2015 y fue elegido como uno de los 10 talentos españoles del 2016 por la revista Variety.
Su pasión por el cine le impulsa desde muy joven a realizar varios cortometrajes en vídeo hasta que en 2002 dirige su primer corto en 35 mm., Físico, con el que obtiene algunos premios como el de Mejor Guion en el Festival de Cagliari (Italia). Con su siguiente obra, Final, recorre los festivales de medio mundo durante 2003 y obtiene 30 premios entre los que destacan los de Mejor Cortometraje en el Festival Internacional de Cine de San Sebastián, en el Festival de Málaga Cine en Español y el Festival de cine internacional de Orense. Ya en el año 2007 vuelve a ponerse detrás de la cámara para dirigir Fest, una sátira mordaz acerca del mundo de los festivales de cine, y con el que logra 6 nuevos premios. Luego vendría Matagatos, una fábula negra en clave western de un violento juego de niños galardonado como mejor corto fantástico en el FANT de Bilbao. Una de sus obras de mayor éxito, La historia de siempre, fue exhibida en más de 250 festivales de todo el mundo y con un palmarés de 132 premios, sin duda el corto español más laureado del 2010, formando parte de secciones oficiales y palmarés de Festivales Internacionales tan prestigiosos como el de Hong Kong, Cartagena de Indias, San Diego, Cleveland, Seattle, Varsovia, Trieste, Rhode Island y la SEMINCI de Valladolid.
Su ópera prima, Cuerdas, producida por Bastian Films i Gaia Audiovisuals, fue estrenada en la Sección Oficial del Festival Internacional de Cine Fantástico de Sitges. La película se distribuye en España de la mano de Begin Again Films. Ha sido adquirida por Strand Releasing para su distribución norteamericana. También se han hecho con sus derechos de distribución diferentes países, como Japón (King Records), Corea del Sur (Black Cinema), Inglaterra (Smart Dog Films), Rusia (Kinologistika) o Taiwán (HIO Films) entre otros. La película ha sido premiada en diferentes festivales internacionales, consiguiendo por ejemplo el Best Feature Award en el Festival Internacional de Cine Fantástico de Mánchester, GRIMMFEST 2020, o la Mejor Película Iberoamericana y Mejor Película de Terror en el Festival Internacional de Cine Fantástico de México, FERATUM 2020.
Actualmente se encuentra inmerso en el desarrollo de varios proyectos de ficción, como director y guionista, entre los que destaca la anunciada serie "La Jaula", producida por Minoría Absoluta, DeAPlaneta y Upgrade Productions.

## Filmografía

### Cortometrajes
- Físico (2002).
- Final (2003).
- Fest (2008).
- La historia de siempre (2010).
- Matagatos (2011).
- El Corredor (2015).

### Largometrajes
- Cuerdas (2020).